# د آیکانیکس
د آیکانیکس (به انگلیسی: The IIconics)(پیشتر با عنوان د آیکانیک دوئو) یک گروه استرالیایی دو نفره Heel(نقش منفی) در کشتی حرفه‌ای و در کمپانی دبلیودبلیوئی است که در برند راو حضور دارند و اعضای آن، دوستان واقعی در بیرون از دنیای کشتی حرفه‌ای یعنی جسیکا مک‌کِی (بیلی کِی) و کَسی مک‌اینتاش (پیتون رویس) هستند. هم‌اکنون آنها قهرمانان کمربندهای تگ تیم زنان هستند و این اولین قهرمانی آنان است. د آیکانیکس این قهرمانی را در رسلمانیا ۳۵ و طی یک مسابقه تگ تیم مرگبار چهارجانبه به‌دست آوردند. 
مک‌اینتاش و مک‌کِی پیش از آغاز به کار در دبلیودبلیوئی، در پرو رسلینگ ویمنز الاینس کشور استرالیا فعالیت می‌کردند. هردو آنها در مدرسه وست‌فیلدز اسپورتس های‌اسکول و زیر نظر مدییسون ایگلز آموزش دیدند.

## تاریخچه

### پرو رسلینگ ویمِنز اَلایِنس
پیش از شکل‌گیری به‌عنوان یک تیم، رویس (کِی‌سی کَسیدی) و مک‌کِی با یکدیگر در پرو رسلینگ ویمِنز اَلایِنس (PWWA) بارها با هم کشتی گرفتند که از آن جمله می‌توان به مسابقه‌شان برای قهرمانی کمربند پی‌دبلیودبلیواِی اشاره کرد.

### دبلیودبلیوئی

#### اِن‌اِکس‌تی (۲۰۱۸–۲۰۱۶)
این تیم کار خود را به‌طور رسمی در قسمت ۵ اکتبر ۲۰۱۶ اِن‌اِکس‌تی آغاز کرد و نامشان د آیکانیک دوئو اعلام شد. آنها در دوران فعالیشتان در اِن‌اِکس‌تی، برنده جایزه پایان سال ۲۰۱۶ اِن‌اِکس‌تی برای "پدیده‌های سال" شدند و هردوشان نامزد "کشتی‌گیر(های) برتر سال" در ۲۰۱۷ شدند.

#### اسمک‌داون (۲۰۱۸–تا کنون)
کِی و رویس، که حالا با نام د آیکانیکس شناخته می‌شوند، در قسمت ۱۰ آوریل ۲۰۱۸ اسمک‌داون آغاز به‌کار کردند؛ آنها به قهرمان کمربند زنان اسمک‌داون در آن زمان یعنی شارلوت فلر حمله کردند و باعث شدند کارمِلا که در آن زمان دارنده چمدان قرارداد مانی این د بنک بود، جمدانش را کَش یا نقد کند و با شکست شارلوت قهرمان جدید شود. هفته بعد در اسمک‌داون لایو، د آیکانیکس اولین پیروزی خود در بخش اصلی را با شکست آسکا و بکی لینچ به‌دست آوردند.
در سال ۲۰۱۹، د آیکانیکس برای اولین بار در مسابقه رویال رامبل در رویداد رویال رامبل شرکت کردند و موفق به حذف نیکی کراس شدند ولی پس از آن، خودشان توسط لِیسی اِوِنس حذف شدند. آنها همچنین در اولین مسابقه الیمینیشن چمبر تگ تیم زنان در رویداد الیمینیشن چمبر شرکت کردند تا اولین قهرمان کمربندهای تگ تیم زنان مشخص شود؛ آنها موفق به حذف نِیومی و کارمِلا شدند.ولی خودشان توسط نایا جکس و تَمینا حذف شدند. در ماه مارچ، د آیکانیکس دشمنی جدیدی با قهرمانان تگ تیم زنان یعنی ساشا بنکس و بِیلی آغاز کردند و آنها را در یک مسابقه بدون عنوان شکست هم دادند. با این پیروزی، آنها یکی از چهار تیم شرکت‌کننده شدند که در مسابقه تگ تیم مرگبار چهارجانبه قهرمانی کمربندهای تگ تیم زنان در رسلمانیا ۳۵ با هم مبارزه می‌کنند. در رسلمانیا که در ۷ آوریل برگزار شد، بیلی کِی، بِیلی را پین کرد تا د آیکانیکس پیروز مسابقه و قهرمان جدید کمربندهای تگ تیم زنان شدند. دو روز بعد در اسمک‌داون، د آیکانیکس در اولین مسابقه دفاع از کمربندهایشان مقابل دو کشتی‌گیر محلی شهر نو یورک، پیروز مسابقه شدند و کمربندهایشان را حفظ کردند.